# Oxobacter pfennigii
Oxobacter pfennigii è una specie di batterio appartenente alla famiglia delle Clostridiaceae.